# Giovanni De Stefanis
Giovanni De Stefanis (Castellinaldo, 9 luglio 1915 – Agliano Terme, 23 ottobre 2006) è stato un ciclista su strada italiano, professionista e indipendente tra il 1938 e il 1948.

## Carriera
Tra i dilettanti nel 1938 vinse la Coppa Città di Cuorgnè e fu selezionato in Nazionale per i Mondiali a Valkenburg, che concluse al sedicesimo posto.
Attivo poi come indipendente e professionista, vestì la maglia di alcune squadre di marca come Gerbi, Bianchi, Benotto e Viscontea, distinguendosi come scalatore. Ottenne alcuni successi in gare di specialità: fece sue la Coppa Città di Asti nel 1940, la Schio-Cimone di Tonezza e la Trento-Monte Bondone nel 1941 e nel 1942, e la Coppa Marcello Sacchetto a San Damiano d'Asti nel 1944. Fu inoltre ottavo al Giro d'Italia 1940, corsa nella quale si aggiudicò la Maglia bianca di migliore degli "aggruppati", nonché terzo al Giro dell'Umbria 1939, dietro a Giordano Cottur e Vasco Bergamaschi, e terzo al Giro di Romagna 1946, dietro a Fausto Coppi (suo capitano) e Vito Ortelli.

## Palmarès
- 1938 (individuale, una vittoria)

Coppa Città di Cuorgnè
- 1940 (Gerbi, una vittoria)

Coppa Città di Asti
- 1941 (Bianchi, due vittorie)

Schio-Cimone di Tonezza
Trento-Monte Bondone
- 1942 (Bianchi, due vittorie)

Schio-Cimone di Tonezza
Trento-Monte Bondone
- 1944 (Benotto, una vittoria)

Coppa Marcello Sacchetto

## Piazzamenti

### Grandi Giri
- Giro d'Italia

1940: 8º
1946: 21º
1947: 13º

### Classiche monumento
- Milano-Sanremo

1940: 46º
1941: 24º
1942: 8º
1943: 17º
1946: 30º
- Giro di Lombardia

1938: 25º
1940: 33º
1941: 11º
1945: 13º
1947: 44º

### Competizioni mondiali
- Campionati del mondo

Valkenburg 1938 - In linea Dilettanti: 16º